# 1890 у літературі

## Книги
- «Знак чотирьох» — повість Артура Конан Дойла.
- «Фірма Гардлестон» — роман Артура Конан Дойла.
- «Портрет Доріана Грея» — роман Оскара Вайльда.
- «Голод» — роман Кнута Гамсуна.
- «Себастьян Рок» — роман Октава Мірбо.

## П'єси
- «Гедда Габлер» — п'єса Генріка Ібсена.
- «Сліпі» — п'єса Моріса Метерлінка.

## Народились
- 9 січня — Карел Чапек (чеськ. Karel Čapek), чеський письменник (помер у 1938).
- 10 лютого — Пастернак Борис Леонідович, російський поет і письменник, лауреат Нобелівської премії з літератури 1958 року (помер у 1960).
- 20 серпня — Говард Лавкрафт (англ. Howard Phillips Lovecraft), американський письменник (помер у 1937).
- 15 вересня — Агата Крісті (англ. Agatha Christie), англійська письменниця (померла в 1976).
- 29 листопада — Томашевський Борис Вікторович, радянський літературознавець і текстолог (помер у 1957).

## Померли
- 15 липня — Готфрид Келлер (нім. Gottfried Keller), швейцарський письменник (народився в 1819).
- 9 серпня — Едуард фон Бауернфельд, австрійський письменник (народився в 1802).
- 26 жовтня — Карло Коллоді (італ. Carlo Collodi), італійський письменник (народився в 1826).
- 18 грудня — Данилевський Григорій Петрович, російський письменник і публіцист (народився в 1829).